# Martín García (tennista)
Martín Alberto García (Buenos Aires, 2 maggio 1977) è un ex tennista argentino.

## Carriera
In carriera ha vinto otto titoli di doppio. Nei tornei del Grande Slam ha ottenuto il suo miglior risultato raggiungendo le semifinali di doppio all'Open di Francia nel 2000, in coppia con lo spagnolo Tomás Carbonell.
In Coppa Davis ha disputato un totale di 4 partite, collezionando 2 vittorie e 2 sconfitte.

## Statistiche

### Doppio

#### Vittorie (8)
| Numero | Anno             | Torneo                                           | Superficie  | Compagno         | Avversari in finale                   | Punteggio      |
| 1.     | 29 agosto 1999   | U.S. Pro Tennis Championships, Boston            | Cemento     | Guillermo Cañas  | Marius Barnard T. J. Middleton        | 5-7, 7-6, 6-3  |
| 2.     | 3 ottobre 1999   | Romanian Open, Bucarest                          | Terra rossa | Lucas Arnold Ker | Marc-Kevin Goellner Francisco Montana | 6-3, 2-6, 6-3  |
| 3.     | 1º ottobre 2000  | Campionati Internazionali di Sicilia, Palermo    | Terra rossa | Tomás Carbonell  | Pablo Albano Marc-Kevin Goellner      | abbandono      |
| 4.     | 24 luglio 2005   | Dutch Open, Amersfoort                           | Terra rossa | Luis Horna       | Fernando González Nicolás Massú       | 6-4, 6-4       |
| 5.     | 2 ottobre 2005   | Campionati Internazionali di Sicilia, Palermo    | Terra rossa | Mariano Hood     | Mariusz Fyrstenberg Marcin Matkowski  | 6-2, 6–3       |
| 6.     | 1º ottobre 2006  | Campionati Internazionali di Sicilia, Palermo    | Terra rossa | Luis Horna       | Mariusz Fyrstenberg Marcin Matkowski  | 7-6, 7-6       |
| 7.     | 25 febbraio 2007 | ATP Buenos Aires, Buenos Aires                   | Terra rossa | Sebastián Prieto | Albert Montañés Rubén Ramírez Hidalgo | 6-4, 6-2       |
| 8.     | 6 gennaio 2008   | Next Generation Adelaide International, Adelaide | Cemento     | Marcelo Melo     | Chris Guccione Robert Smeets          | 6-3, 3-6, 10-7 |

### Doppio

#### Finali perse (14)
| Numero | Anno              | Torneo                                       | Superficie  | Compagno         | Avversari in finale                  | Punteggio      |
| 1.     | 14 gennaio 2001   | Heineken Open, Auckland                      | Cemento     | David Adams      | Marius Barnard Jim Thomas            | 6-7, 4-6       |
| 2.     | 4 marzo 2001      | Abierto Mexicano Telcel, Acapulco            | Terra rossa | David Adams      | Donald Johnson Gustavo Kuerten       | 3-6, 6-7       |
| 3.     | 13 gennaio 2002   | Heineken Open, Auckland                      | Cemento     | Cyril Suk        | Jonas Björkman Todd Woodbridge       | 6-7, 6-7       |
| 4.     | 15 aprile 2002    | Grand Prix Hassan II, Casablanca             | Terra rossa | Luis Lobo        | Stephen Huss Myles Wakefield         | 4-6, 2-6       |
| 5.     | 25 luglio 2004    | Austrian Open, Kitzbühel                     | Terra rossa | Lucas Arnold Ker | František Čermák Leoš Friedl         | 3-6, 5-7       |
| 6.     | 15 agosto 2004    | Orange Prokom Open, Sopot                    | Terra rossa | Sebastián Prieto | František Čermák Leoš Friedl         | 6-2, 2-6, 3-6  |
| 7.     | 10 aprile 2005    | Grand Prix Hassan II, Casablanca             | Terra rossa | Luis Horna       | František Čermák Leoš Friedl         | 4-6, 3-6       |
| 8.     | 24 aprile 2005    | U.S. Men's Clay Court Championships, Houston | Terra rossa | Luis Horna       | Mark Knowles Daniel Nestor           | 3-6, 4-6       |
| 9.     | 6 agosto 2006     | Orange Prokom Open, Sopot                    | Terra rossa | Sebastián Prieto | František Čermák Leoš Friedl         | 3-6, 5-7       |
| 10.    | 17 settembre 2006 | BCR Open Romania, Bucarest                   | Terra rossa | Luis Horna       | Mariusz Fyrstenberg Marcin Matkowski | 7-6, 6-7, 8-10 |
| 11.    | 6 maggio 2007     | Estoril Open, Estoril                        | Terra rossa | Sebastián Prieto | Marcelo Melo André Sá                | 6-3, 2-6, 6-10 |
| 12.    | 15 luglio 2007    | Swedish Open, Båstad                         | Terra rossa | Sebastián Prieto | Simon Aspelin Julian Knowle          | 2-6, 4-6       |
| 13.    | 5 agosto 2007     | Orange Prokom Open, Sopot                    | Terra rossa | Sebastián Prieto | Mariusz Fyrstenberg Marcin Matkowski | 1-6, 1-6       |
| 14.    | 16 settembre 2007 | BCR Open Romania, Bucarest                   | Terra rossa | Sebastián Prieto | Oliver Marach Michal Mertiňák        | 6-7, 6-7       |